# Святой Лука (картина Халса)
«Свято́й Лука́» — картина кисти фламандского живописца Франса Халса, написанная около 1625 года.
В 1965 году картина была похищена с выставки, проводившейся в залах Государственного музея изобразительных искусств имени Пушкина в Москве, затем возвращена в Одесский музей западного и восточного искусства. История похищения и обнаружения картины легла в основу советского фильма 1970 года «Возвращение „Святого Луки“».

## Описание
Картина изображает евангелиста Луку в традиционной иконографии. Старик сидит за столом за написанием Евангелия, за его спиной находится символ евангелиста — телец. Поясной срез фигуры и небольшой размер полотна свидетельствуют о её камерном предназначении. Пространство комнаты едва обозначено, равно как и атрибуты, что фокусирует внимание зрителя на лице и руках персонажа, которые чётко прописаны.
Полотно выполнено в тёплых коричневых тонах, что соответствует колористической гамме живописи эпохи Золотого века нидерландского искусства. «Евангелисты» работы Тербрюггена и Яна Ливенса, возможно, являются его иконографическими предшественниками, в свою очередь, являясь предтечей Рембрандта. Это редкий пример религиозной живописи Хальса, который был великолепным портретистом и практически никогда не писал святых. Эксперт по творчеству художника Слайв подчеркнул, что «шанс найти религиозную живопись Хальса примерно такой же, как найти натюрморт работы Микеланджело».
Голова Луки имеет сходство с рисунком апостола «Иакова Старшего» работы Гольциуса (Лейден, 1586). Головы святого Луки и Матфея, видимо, написаны с одной модели. Как указывает Слайв, голова Луки также очень близка к изображению провоста Йохана Дамиуса с картины «Банкет офицеров гражданской гвардии Святого Адриана» работы Хальса (1620-е).

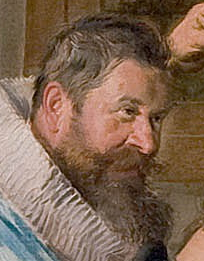
Хальс, «Банкет офицеров гражданской гвардии Святого Адриана» (фрагмент), 1620-е
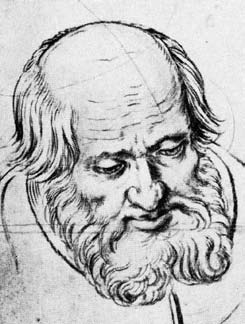
Хендрик Гольциус. «Святой Иаков», 1586
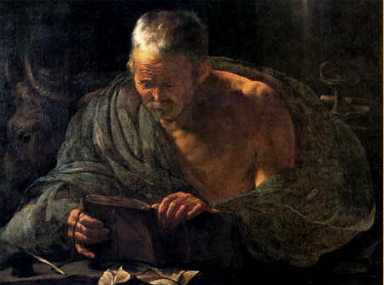
Тербрюгген, Хендрик. «Святой Лука», 1622
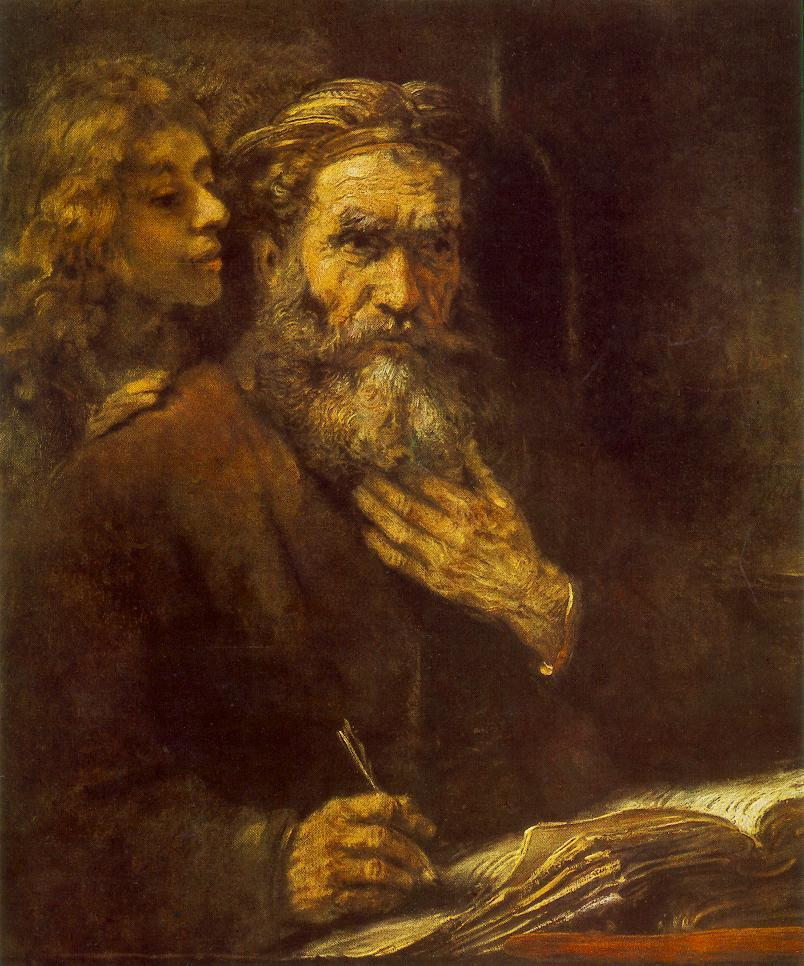
Рембрандт. «Святой Матфей», 1661

## История
Изначально картина была частью цикла изображений четырёх Евангелистов. Датируется искусствоведами Сеймуром Слайвом и Клаусом Гриммом серединой 1620-х годов.
Неизвестно, кто и для чего заказал картины. Цикл, возможно, был написан для католической или лютеранской церкви, хотя небольшой размер и интимный характер живописи позволяют предполагать, что они были сделаны для небольшой частной капеллы либо для нелегальной католической церкви (schuilkerk) в Харлеме, или для частного дома. В Харлеме католические службы были разрешены в апреле 1581 года, но домашние капеллы были и раньше. Возможно, заказчиком был протестант либо же Хальс написал их для себя — так сделал Тербрюгген с аналогичным циклом и Рембрандт с апостолами. Гримм и Слайв соглашаются с тем, что заказ был частным, а не секулярным. До XVIII века полотна находились на родине художника. Первое письменное упоминание о цикле картин относится к 1760 году, когда они вошли в список наследства художника Герарда Хоета Мл. (сына Герарда Хоета Ст.).
Затем они были приобретены в Голландии для Эрмитажа Екатериной Великой. В 1771 году корабли, транспортировавшие картины в числе других приобретений императрицы, попали в шторм: один из них затонул, а второй, с пробоиной, с трудом добрался до Петербурга (См. «Фрау Мария»; возможно, упоминание о чудесном спасении — легенда). В Эрмитаже картины попали в запасники как «не очень выдающиеся». В 1774 году они упоминаются в каталоге Эрмитажа, составленном Эрнстом Мюнихом.
В 1812 году куратор Эрмитажа Франц Лабенский по распоряжению Александра I отобрал 30 картин «для украшения католических храмов Таврической губернии». 30 марта 1812 года картины были отправлены на юг Российской империи. Возможно, в середине XIX века, во время сумятицы Крымской войны, цикл был разделён..
В революционные годы, потрясшие Россию начала ХΧ века, работы были утеряны. Только в 1958 году «Лука» вновь объявился. Его увидел на одесском рынке «Привоз» местный коллекционер и сообщил об этом в музей. По тиражируемой прессой легенде, полотно было куплено у старушки, продававшей его, по воспоминаниям режиссёра Анатолия Бобровского, за 9 рублей, хотя та просила за него 6 рублей. В запасниках одесского Музея западного и восточного искусства было найдено ещё одно подобное полотно. История о покупке на рынке является легендой, и две картины не разлучались. Обе картины поступили в 1920-х годах из Одесской картинной галереи русского искусства, что подтверждает завотделом музея Татьяна Балановская. Их автором считался сначала анонимный русский художник XIX века, а в музей западного искусства они были переданы после атрибуции в работу неизвестного европейского мастера.
История «Святого Луки» является очень наглядной иллюстрацией судьбы произведений искусства при советской власти.
Две недостающие картины цикла — «Марк» и «Иоанн» — оказались на Западе, в частных коллекциях (последний — с 1997 года в Музее Гетти), причём «Святого Марка» пришлось расчищать от позднее пририсованного воротника. В 2013 году Фонд Усманова приобрёл «Святого Марка» для ГМИИ им. А. С. Пушкина (Москва).

Цикл евангелистов Хальса
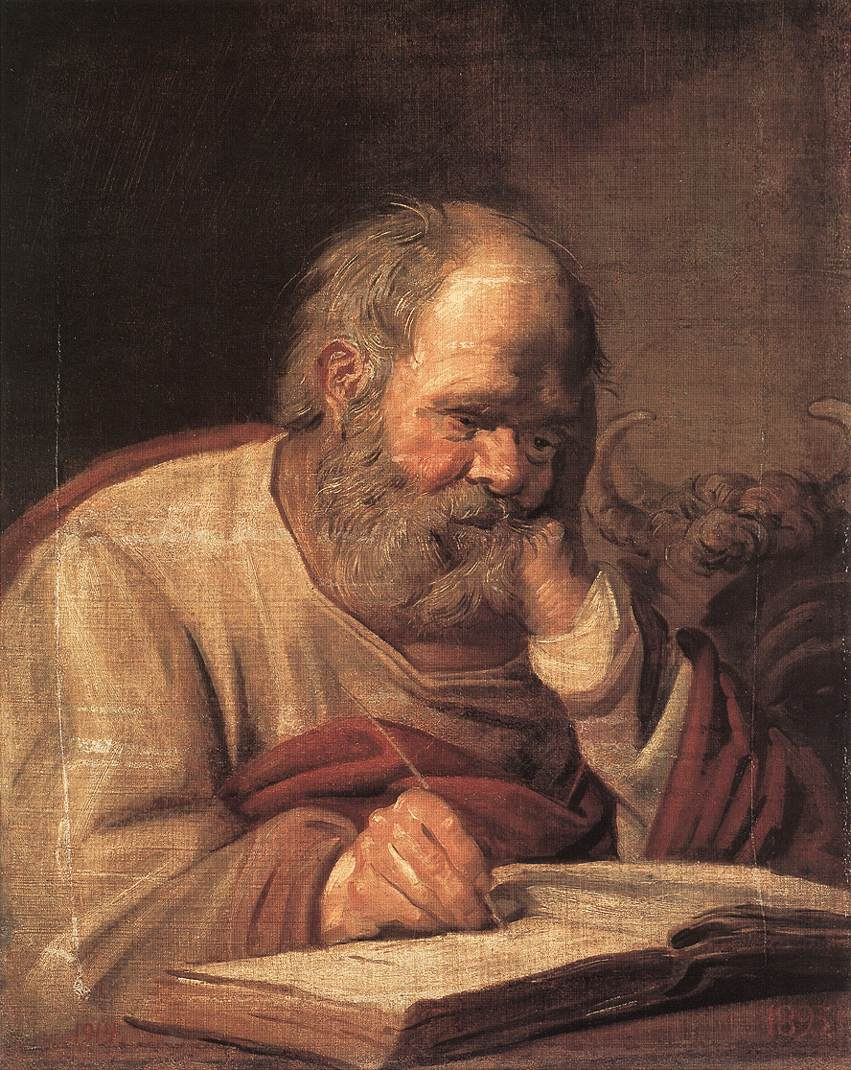
«Лука» (Одесса)
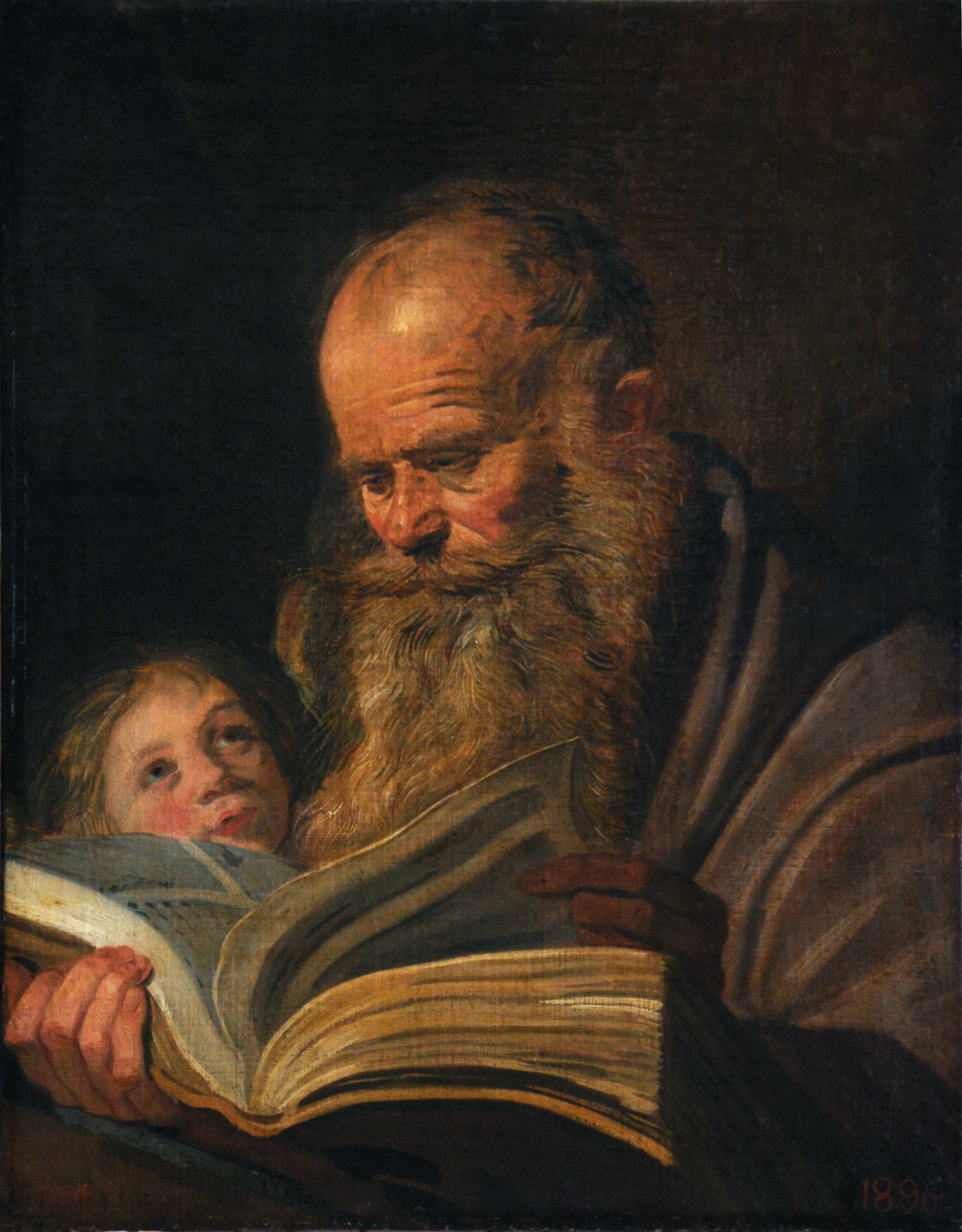
«Матфей» (Одесса)
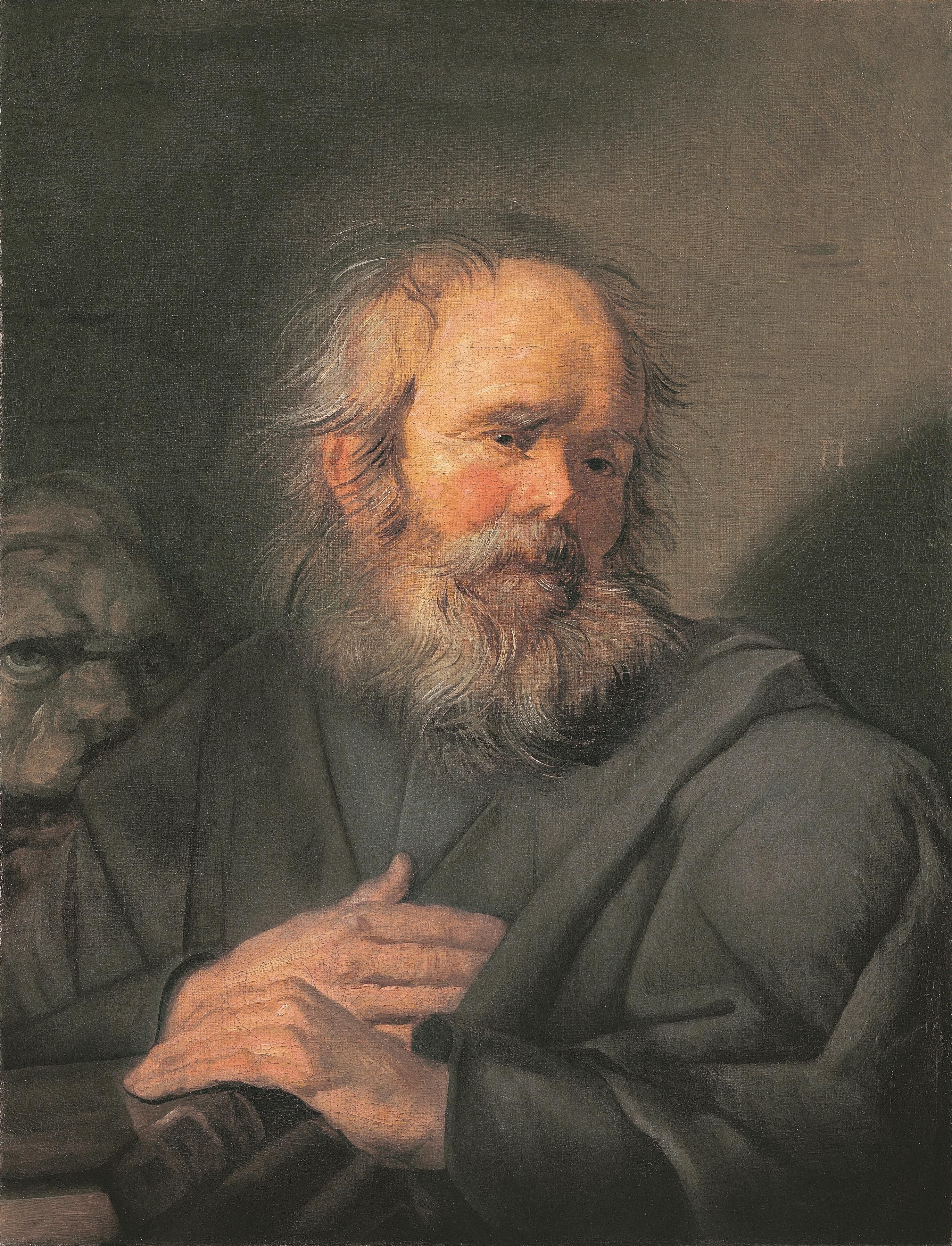
«Марк» (Москва)
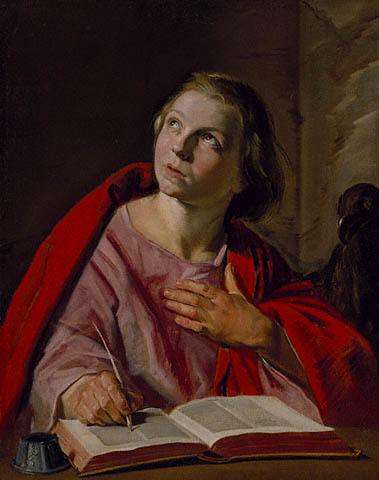
«Иоанн» (Лос-Анджелес)

### Атрибуция
В 1958 году обе картины реставрировались в Киеве, и на них обратила внимание искусствовед Людмила Николаевна Сак. Она первая высказала предположение, что автором возможно является представитель школы Хальса.
Заслуга установления подлинного автора принадлежит другому искусствоведу. Сотрудница Эрмитажа Ирина Владимировна Линник, известная своими открытиями, осенью 1958 года была приглашена руководством музея для оценки его собрания. Когда она высказала мнение о главных экспонатах музея, под конец её визита хранитель предложил ей взглянуть на две только что отреставрированные работы неизвестного мастера из фондов.
Линник согласилась с версией, что это школа Хальса, и для начала назвала имя Юдит Лейстер. Более точно в тот момент определить художника она не могла. Далее Линник убедилась, что «беспримерная по своей смелости манера живописи, широкая и энергичная, могла принадлежать только самому гениальному новатору живописной техники — Франсу Хальсу».
В итоге картина была идентифицирована как работа Хальса, известная по источникам. Историю с этой атрибуцией Линник подробно опишет во введении ко своей монографии. Окончательно догадку подтвердили детали: в углу полотен сохранились крупные красные цифры старинной эрмитажной каталогизации 1773 года (№ 1895 — у «Луки» и № 1896 — у «Матфея»).
Это единственное обращение Хальса к религиозным сюжетам, причём о существовании цикла долгое время было известно лишь по упоминаниям, которые считались потенциально недостоверными в некоторых каталогах. Сам цикл считался утраченным.
Вскоре картина была отправлена на выставку в Москву, откуда была похищена. После возвращения картине понадобилась реставрация. В настоящий момент картина экспонируется в одесском Музее западного и восточного искусства.

### Кража
Весной 1965 года обе картины — «Луку» и «Матфея» — привезли в московский Пушкинский музей на выставку западноевропейской живописи XV—XVIII веков (из Ленинграда, где эта выставка в Эрмитаже была раньше). 9 марта, в санитарный день, музей был закрыт для публики. Утром следующего дня была обнаружена кража картины. Картину варварски вырезали из рамы тупым ножом, вместо того, чтобы отделить раму сначала от подрамника, а затем полотно — по внешнему периметру. (Это была первая кража в ГМИИ с 1930-х годов, когда похитили картины Доссо Досси и Тициана).
Розыск картины поручили оперативникам МУРа. Руководителем группы был назначен следователь Сергей Дерковский. Дело находилось на контроле в Прокуратуре СССР, куда Дерковского приглашали для докладов практически ежедневно.
Преступление было совершено через несколько недель после заявления министра культуры СССР Екатерины Фурцевой, находящейся в заграничной командировке: «В Советском Союзе, в отличие от Запада — музеи не грабят». Эта кража была первым крупным случаем преступления подобного рода в СССР. Кража едва не стоила Фурцевой министерского кресла. О преступлении советская общественность не знала. Факт преступления был засекречен.

#### Поиски

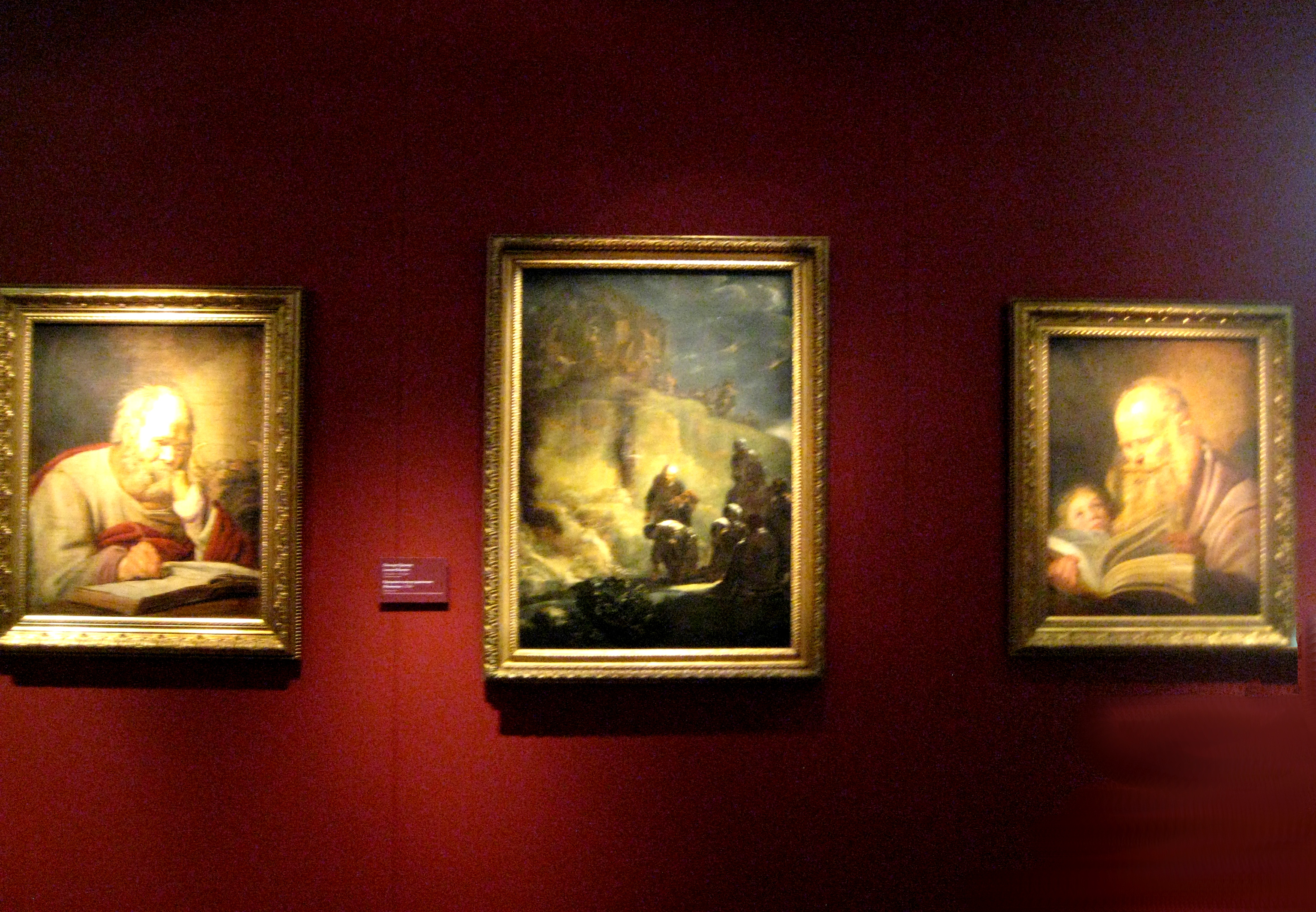
Обе картины цикла из одесского музея на выставке в Москве, 2012

Расследование поставили под особый контроль Генеральной прокуратуры СССР и Министерства охраны общественного порядка РСФСР, однако в течение нескольких месяцев после кражи никаких следов картины не было обнаружено. Было выдвинуто предположение, что «Святой Лука» украден по заказу, поскольку в ГМИИ находятся не менее ценные экспонаты. Директор музея Ирина Антонова рассказывала, что они думали, что это был заказ какого-то «помешанного на Хальсе» иностранного коллекционера.
Милиция отрабатывала всех иностранцев в Москве, интересовавшихся живописью. Под подозрение попал бельгиец Жак Ванденберг, искусствовед, остановившийся в «Метрополе». Он часами простаивал перед картинами голландских живописцев, что-то помечая в своем блокноте. К нему подсылают девушку-агента, которая, представившись дочерью подпольного коллекционера, предлагает приобрести у неё картину Рембрандта (мастерски сделанную копию). Бельгиец просит время на раздумье, но на следующий день спешно покидает СССР, оборвав, как предполагалось, важную ниточку в расследовании кражи.. Обыск его багажа ничего не дает.
Поскольку положительных результатов в розыске не было, Фурцева обращается к председателю КГБ Владимиру Семичастному, который забирает дело в КГБ. Фурцева постоянно «давила» на министра охраны общественного порядка Вадима Тикунова, требуя найти картину.
Другая ниточка тянулась в Одессу, где некий иностранец пытался вывезти неизвестную картину без досмотра. В багаже гражданина ФРГ Курта Шварцхайнера было найдено полотно, купленное им у «одного одесского коллекционера». Коллекционером оказался некий Томашевский, который после задержания сообщил, что проданная иностранцу картина — фальшивка. Проведённая экспертиза подтвердила его слова. И фальшивку и другие картины в коллекции Томашевского выполнил на высоком уровне студент-копиист Николай Иванчук.
В итоге дело зашло в тупик. В мае 1965 года дело было приостановлено.

#### Разгадка

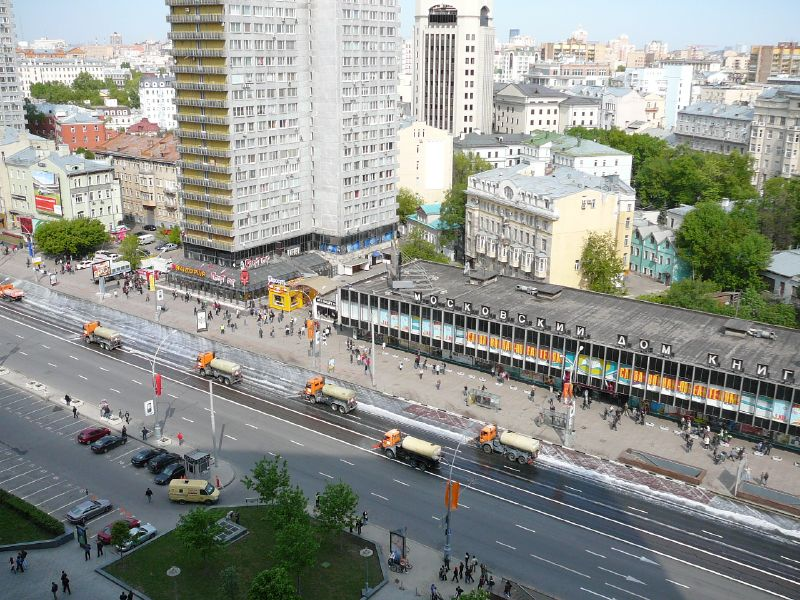
Магазин «Грампластинки» на Калининском проспекте расположен рядом с Московским домом книги на Новом Арбате

Преступление было раскрыто благодаря ошибке преступника. Почти через полгода после кражи, в августе, некий человек, выбрав в толпе возле магазина «Грампластинки», что на Калининском проспекте, одетого «по-западному» мужчину, предложил ему купить полотно старого мастера «уровня Рембрандта» всего за 100 тысяч рублей. Одетым «по-западному» человеком оказался сотрудник советского посольства в ФРГ, являвшийся также сотрудником КГБ (водитель УПДК, который обслуживал посольство). Он сразу понял важность предложения и сказал, что сам он живописью не интересуется, но готов найти покупателя. Была разработана спецоперация, одним из участников которой был Александр Громов, в 1965 году — старший уполномоченный 2-го Главного управления КГБ.

Следующая встреча была назначена у бассейна «Москва» в субботу 28 августа. На роль покупателя подобрали Леонида Краснова, сотрудника внешней разведки, блестяще владевшего немецким. Встреча состоялась у столовой на улице Метростроевской. После торга молодой человек согласился продать картину за 60 тыс. рублей. После окончания встречи за преступником велась слежка, которая длилась недолго, — до служебного входа Пушкинского музея, что привело сыщиков в изумление. Через 40 минут объект наблюдения отправился на улицу Маркса и Энгельса и зашёл в подъезд одного из домов. Его личность была установлена — это оказался Валерий Волков (см. ниже), однако мероприятий особых не производилось, чтобы не спугнуть и не спровоцировать уничтожение картины.

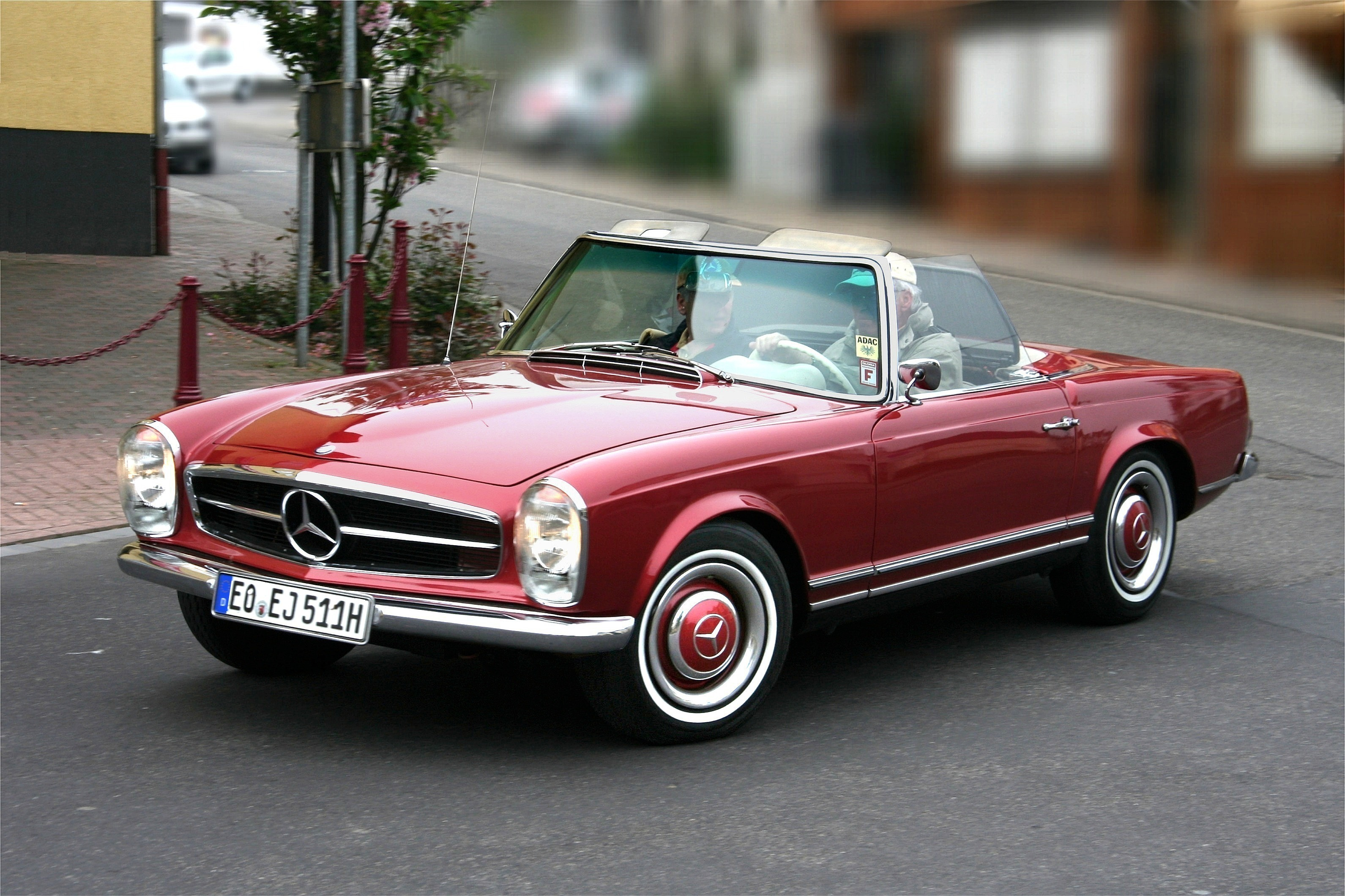
Mercedes-Benz W113 — эта модель мерседеса в 1965 году входила в число моднейших

На решающую встречу сотрудники КГБ прибыли на бежевом «Мерседесе» последней модели с автомобильными номерами ФРГ, взятом из автопарка КГБ. Волков предложил «покупателю» пройтись пешком вместе с ним. За ними последовали сотрудники наружного наблюдения («наружка»), которые в одном из переулков упустили объект.
По словам Краснова, Волков провёл его арбатскими переулками к двухэтажному старинному особнячку, где находилась квартира Изольды, девушки Волкова. Там их встретил подросток, который молча вынес из кухни газетный свёрток. Служба наружного наблюдения всё же нашла Краснова и Волкова через час, когда они уже возвращались за деньгами в машину. В руках у Волкова была картонная коробка из-под куклы, в которой и лежала картина. Коробку Волкову дал Краснов, чтобы вор положил туда полотно, — это было частью оперативного плана, благодаря этой коробке остальная группа бы поняла, что картина у Волкова.
Волкова, которого требовалось взять с поличным, арестовали на улице Метростроевской с коробкой в руках. Сам Краснов ушёл: продавец не должен был догадаться, что иностранец — подставной. Однако «Мерседес» с убегающим иностранцем сначала не заводился, а потом застрял на полпути, а ловить его никто не стал. Это, вероятно, позволило арестованному Волкову догадаться о том, что его заманили в ловушку.

### Преступник
Личность молодого человека была установлена. Им оказался Валерий Всеволодович Волков (род. 4 декабря 1938, Москва), 27 лет, из рабочих. Образование среднее, окончил училище по специальности столяр-мебельщик, в 1957 году осуждён за кражу личного имущества, освобождён досрочно. В 1961-63 годах работал столяром на военном предприятии. В 1963 году принят на работу помощником реставратора по дереву в Музей изобразительных искусств имени Пушкина по подложному диплому.. Ирина Антонова в интервью говорит, что он пришел в музей по рекомендации главного хранителя.

«Вся эта история должна была быть очень травматичной для спецслужб. И милиция и КГБ действовали крайне неэффективно: они искали картину везде, где только могли, в то время как музейный работник в течение года скрывал её за печкой в своей квартире».

Позже выяснилось, что Волков, мечтавший поступить в Суриковский институт, не смог этого сделать из-за судимости. Продолжая испытывать тягу к прекрасному, он устроился в ГМИИ. Для этого требовалось высшее образование, и ему понадобился фальшивый диплом. Личная жизнь и ухаживание за девушкой привели к растущим долгам. Именно в то время с Волковым, предположительно, познакомился коллекционер Валерий Алексеев и обещал ему помочь достать диплом за 1000 рублей.
По словам преступника, Алексеев подготовил Волкова к краже: рассказал, как правильно вырезать и хранить картину, дал перчатки, новую обувь, чтобы его не могли выследить собаки-ищейки. Он же и забрал у Волкова украденную картину и держал её у себя несколько месяцев, пока шёл безрезультатный поиск. Когда отдел кадров ГМИИ в ультимативной форме потребовал от Волкова наконец предъявить диплом о высшем образовании, тот, предположительно, пришёл к Алексееву за деньгами и документами, но, не получив ни того ни другого, забрал «Святого Луку». Дальнейшие шаги по продаже картины и привели вора к аресту.
По мнению следователя, Алексеев склонил Волкова к краже, получив заказ от неизвестного иностранного коллекционера либо советского подпольного миллионера, личность которого не была установлена. Алексеев — ныне известный респектабельный коллекционер — решительно открестился от своей причастности к краже: «Я не имею никакого отношения к похищению картины „Евангелист Лука“, считаю всё случившееся провокацией, направленной против советских коллекционеров живописи. КГБ просто „пристегнул“ меня к этому делу. Я понятия не имею, где была картина, как её нашли…». Алексеева, утверждавшего, что его оговорили и он ничего не помнит, направили на экспертизу в Институт судебной психиатрии имени Сербского, где признали, что он не в состоянии отвечать за свои поступки.
Волков получил 10 лет лишения свободы (суд состоялся 21—22 февраля 1966 года). С осуждённого взыскали 901 рубль за реставрацию полотна. Саму картину приглашённый эксперт оценил в 120 тыс. рублей. Вина Алексеева не была доказана.
По желанию следственного комитета управления КГБ, поскольку надо было удостовериться в подлинности найденной вещи, при Третьяковской галерее была создана лаборатория технической экспертизы с привлечением ведущих специалистов области и лучшим оборудованием. Её работу возглавила эксперт Мильда Петровна Виктурина. К этому моменту Виктурина уже развернула в Каретном сарае Третьяковской галереи лабораторию реставрации и консервации, однако криминальными аспектами она ещё не занималась.

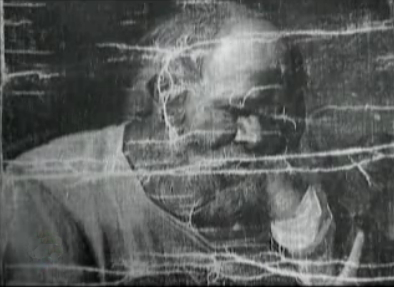
Картина до реставрации

### Реставрация
Холст оказался сильно повреждённым из-за плохих условий хранения. Полотно было свернуто похитителем в трубку, отчего по всему его красочному слою пошли мощные горизонтальные трещины, и почти полгода пролежало в таком виде в деревянном доме за печкой в сухости и тепле. Согласно выводу специалистов, проводивших осмотр, фактически полотно было утеряно безвозвратно.
Для спасения шедевра была проведена его реставрация, продлившаяся больше двух с половиной лет. Её провёл один из лучших реставраторов страны Степан Чураков, успешно реставрировавший полотна, принадлежащие Дрезденской галерее. После реставрации картина была возвращена одесскому Музею западного и восточного искусства. В 2008 году «Святой Лука» находился в музее, когда было украдено соседнее полотно — повторение «Поцелуя Иуды» Караваджо.

### Фильм «Возвращение „Святого Луки“»
В 1970 году в СССР был снят фильм «Возвращение „Святого Луки“». Этот детектив был посвящён краже картины и успешному её возвращению. Его сценарий не воспроизводил реальные факты. Титр «основано на реальных событиях» в фильме отсутствовал, и лента была воспринята публикой как художественное произведение, основанное на вымысле.

«В действительности, конечно же, широкая общественность пребывала в полном неведении относительно кражи. Тем не менее, правду нельзя было скрыть, поэтому понадобился ещё один механизм. История фильма „Похищение Святого Луки“ соблюдает классический механизм сокрытия истины путём выставления её на самом видном месте, — процедура, воплощенная в рассказе Эдгара По „Украденное письмо“. Так же, как лучший способ скрыть украденное письмо — это повесить его на стену, лучший способ скрыть скандальную кражу — это снять про неё художественный фильм без упоминания, что он основан на реальных событиях. Фильм должен был фикционализировать реальную историю и таким образом представить её недостоверной».

История, изложенная в фильме — не правдивая, а правдоподобная.
…именно правдоподобная. Реальная история была одновременно и проще, и запутанней. Совпадают только два факта — «Святого Луку» действительно украли из Пушкинского музея. А потом портрет действительно был найден и возвращен в музей.

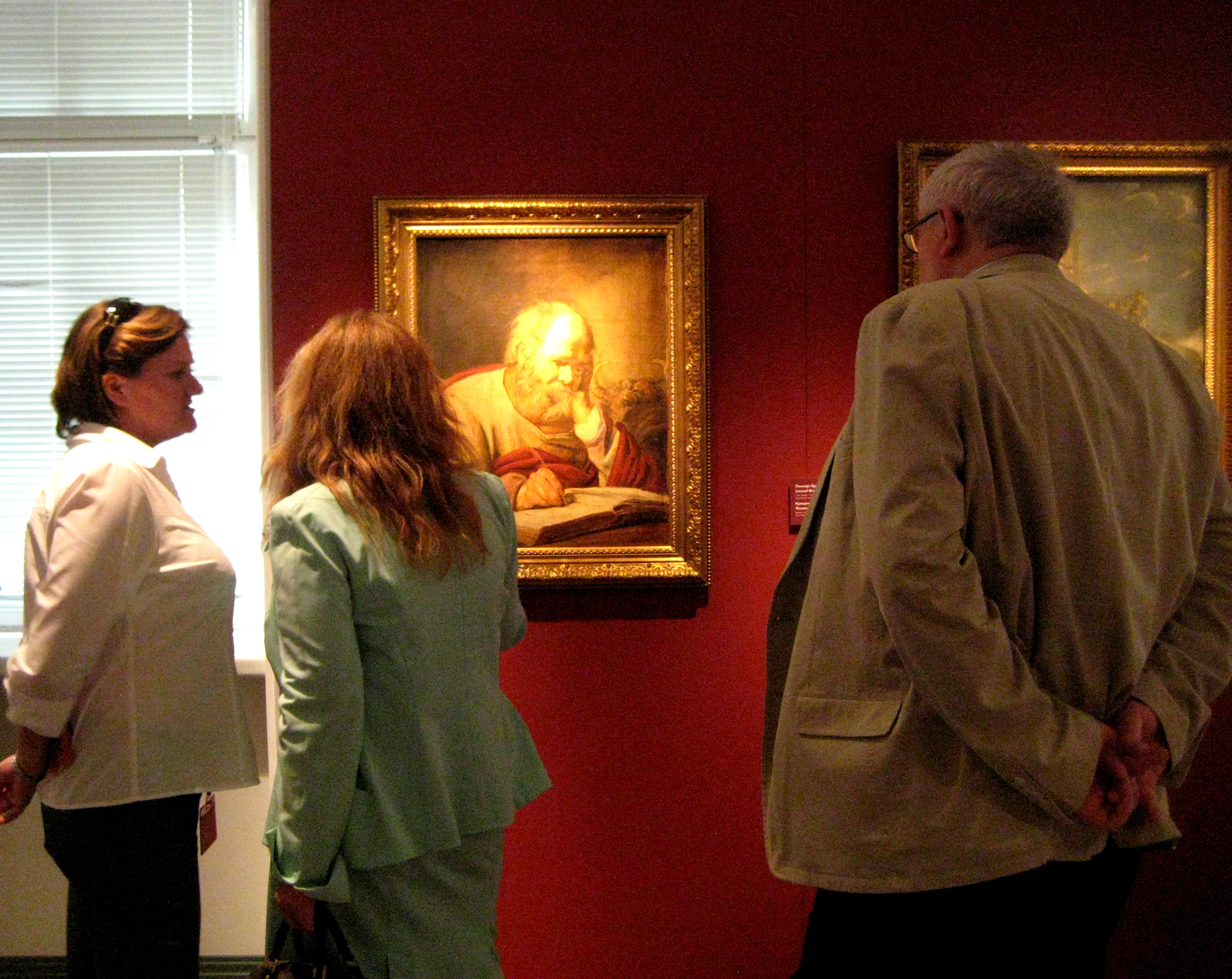
На выставке в 2012 году

По фильму, вором был опытный уголовник, которого нанял подпольный советский антиквар, получивший заказ на картину от западного арт-дилера в Москве. Антиквар снабжает похитителя картой музея. Полковник Зорин успешно раскрывает преступление, изучив подпольный художественный мир Москвы. В реальности подпольный рынок произведений искусства перетряхнули основательно, но безрезультатно.
Заслуга в раскрытии преступления здесь принадлежит не КГБ, а милиции, что вполне соответствовала проводимому под покровительством министра внутренних дел Щёлокова восхвалению советской милиции в кинематографе. Перед премьерой Щёлоков показал фильм Брежневу в его личной резиденции в Завидово.
| Фильм                                               | Реальность                                                                           |
| --------------------------------------------------- | ------------------------------------------------------------------------------------ |
| Кражу совершил беглый вор-рецидивист                | Кражу совершил сотрудник музея                                                       |
| Картину украли в ночное время                       | Картину украли в санитарный день                                                     |
| Картину нашли благодаря скрупулёзной работе органов | Картину нашли благодаря случайности                                                  |
| Преступника арестовала милиция                      | Преступника арестовал КГБ                                                            |
| Все заканчивается на морском теплоходе              | Все заканчивается на Остоженке                                                       |
| Заказчик был наказан                                | Предполагаемый заказчик получил справку из Института психиатрии и остался на свободе |

Милицейский детектив получился захватывающим, но сильно искажающим реальность — «ненужные» факты и ошибки государства скрыты, порок наказан, добродетель торжествует, КГБ не упомянут.
Появление этого фильма привело к далеко идущим последствиям для советского кинематографа и, в частности, для советского детективного жанра. Тема кражи произведений искусства, которая ранее отсутствовала в советской массовой культуре, была легитимизирована как полноправная составляющая жанра.
В фильме в качестве украденного шедевра была использована копия, мастерски написанная сотрудником одесского музея Олегом Соколовым.

### Документальные фильмы
- Фильм из цикла «Лубянка». Серия Похищение святого Луки. ОРТ, 2004
- Фильм из цикла «Следствие вели…». Серия «Возвращение Святого Луки. Современная версия» (2006). Телеканал «НТВ».
- Фильм из цикла «Живая история». Серия «Похищение Святого Луки»
- Документальный фильм. Режиссер О. Нарлыев. ООО Фонд национального кино «Патриот» по заказу ВГТРК «Культура». 2019 г (20 апреля 2019). Странствие "Святого Луки". 27 оттенков черного.  45 мин. ГТРК «Культура». {{cite episode}}: |series= пропущен или пуст (справка); Внешняя ссылка в |credits= (справка)

## Выставки
- 1962. Нью-Йорк. Выставлены «Святой Лука» и «Святой Марк»
- 1960, 1962. Ленинград, Эрмитаж
- весна 1965. ГМИИ им. А. С. Пушкина (Москва). Выставка западноевропейской живописи XV—XVIII веков.
- 1989/1990. Вашингтон, Лондон, Гарлем. Ретроспектива Франса Халса.
- зима, 2005. ГМИИ им. А. С. Пушкина. «Картины Франса Халса „Евангелист Лука“ и „Евангелист Матфей“».[7]
- лето, 2012 года (до 9 сентября). ГМИИ им. А. С. Пушкина, выставка «Возвращение Святого Луки. Западноевропейская живопись VI—XVIII веков из музеев Украины»